# Konflikt o Tuzłę
Konflikt o Tuzłę – spór polityczny pomiędzy Ukrainą a Rosją o przynależność terytorialną wyspy Tuzła leżącej w Cieśninie Kerczeńskiej, rozpoczęty we wrześniu 2003 roku.

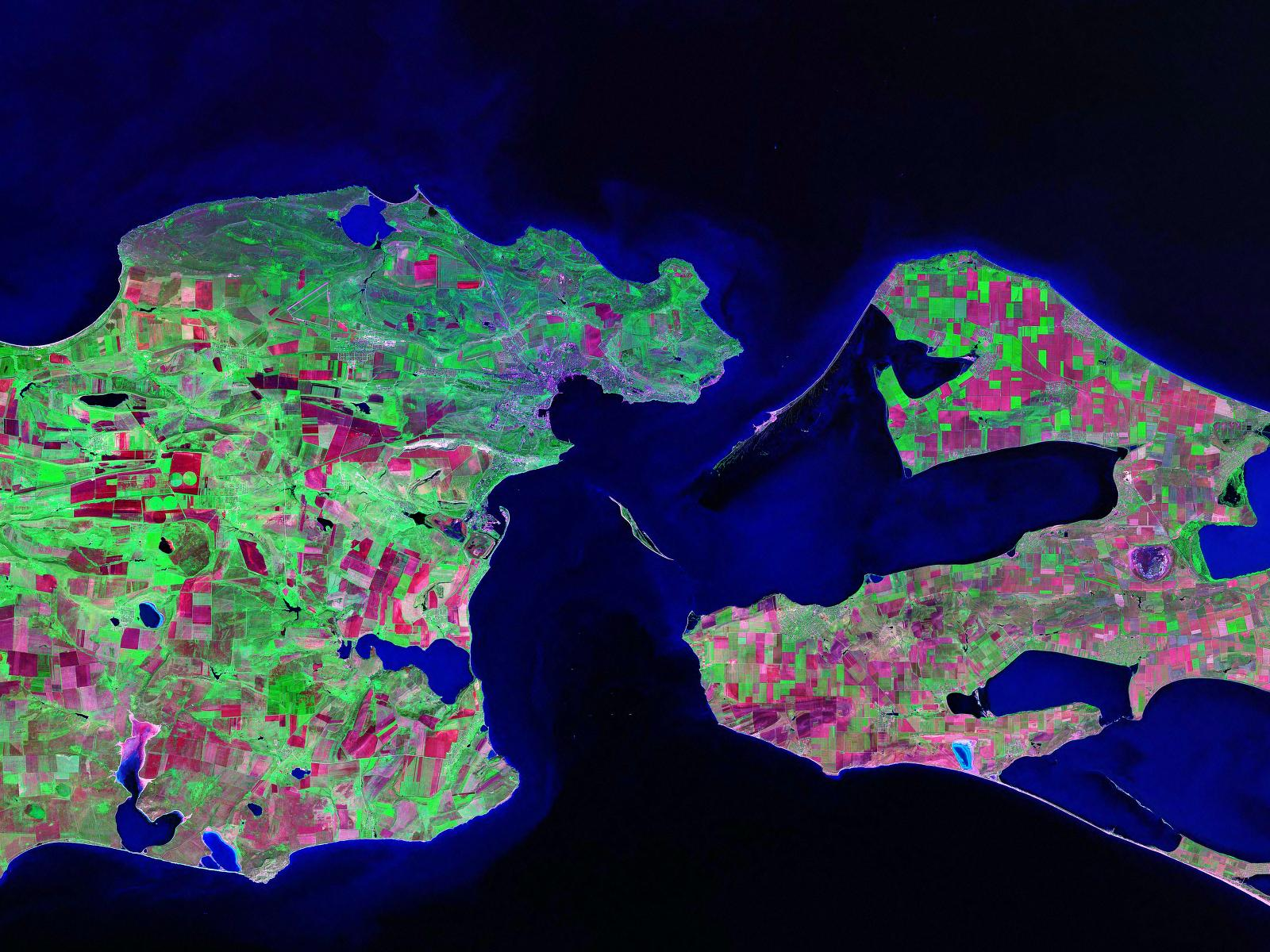
Cieśnina Kerczeńska przed rozpoczęciem konfliktu

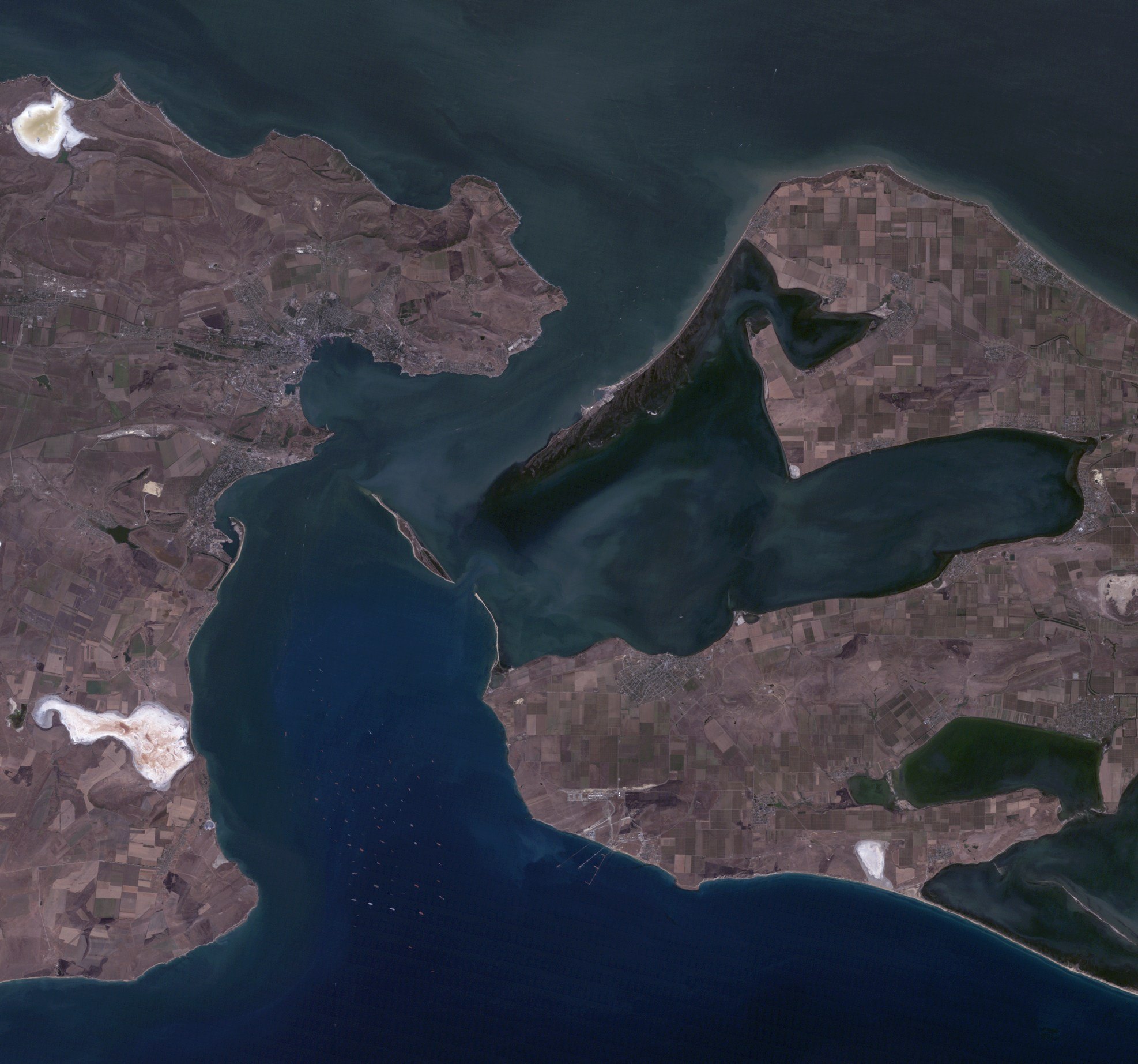
Cieśnina Kerczeńska po zakończeniu konfliktu: widoczna wybudowana grobla

## Historia wyspy
Wyspa została utworzona przez sztorm w 1925 roku na skutek przerwania piaszczystej mierzei Tuzła, będąca przedłużeniem Półwyspu Tamańskiego, należącego do Kraju Krasnodarskiego. 7 stycznia 1941 roku Prezydium Rady Najwyższej RFSRR przekazało wyspę władzom obwodu krymskiego, który 19 lutego 1954 roku wszedł w skład USRR.

## Rozpoczęcie konfliktu
We wrześniu 2003 roku od rosyjskiej stanicy Tamań rozpoczęto sypanie grobli, mającej przyłączyć wyspę Tuzła do Półwyspu Tamańskiego, a więc do Rosji. Pracując na trzy zmiany, budowlańcy osiągnęli tempo 150 m powstałej grobli na dobę. Problem rozpoczął się, gdy grobla dotarła do zakotwiczonego pomiędzy półwyspem a wyspą pontonu należącego do ukraińskich wojsk pogranicznych.

## Stanowisko Ukrainy
Obszar Morza Azowskiego i Cieśniny Kerczeńskiej należy do wód wewnętrznych Ukrainy i Rosji, a sama wyspa Tuzła należy do Ukrainy. Tym samym daje to Ukrainie całkowitą kontrolę nad jedynym wejściem na Morze Azowskie.

## Stanowisko Rosji
Rosja wskazywała na to, że morskie granice państwowe nie zostały wytyczone dokładnie, poza tym twierdziła, że Tuzła nie jest wyspą, lecz przedłużeniem podwodnej mierzei ciągnącej się od strony Tamania. Poza tym twierdziła, że w 1954 roku przekazano USRR tylko kontynentalną część Krymu. Proponowała również wytyczenie granicy po dnie morza, a nie na powierzchni, tak aby obie strony mogły swobodnie korzystać z cieśniny.

## Chronologia konfliktu
- 30 września 2003 roku MSZ Ukrainy wysłało notę protestacyjną do MSZ Rosji[4].
- 6 października 2003 roku ukraiński minister spraw zagranicznych Konstantyn Hryszczenko udał się na rozmowy do Moskwy w sprawie rozwiązania konfliktu[4]
- 22 października 2003 roku prezydent Leonid Kuczma przerwał swoją wizytę w Ameryce Łacińskiej i przyjechał na Tuzłę[5].
- 23 października 2003 roku rosyjscy budowniczy grobli zwolnili prace. Do ukraińskiego pontonu wojskowego pozostało 102 m[6].
- Pod koniec października 2003 roku premierzy obu krajów zdecydowali o przerwaniu prac przy budowie grobli[7]
- 2 grudnia 2003 roku władze ukraińskie ukończyły budowę nowej zapory granicznej[8].
- W lipcu 2005 roku Rosja uznała, że Tuzła i okoliczne wody należą do Ukrainy[9].
- W 2014 roku w wyniku kryzysu krymskiego wyspa została anektowana przez Rosję[10].